# Französisch-Nordafrika

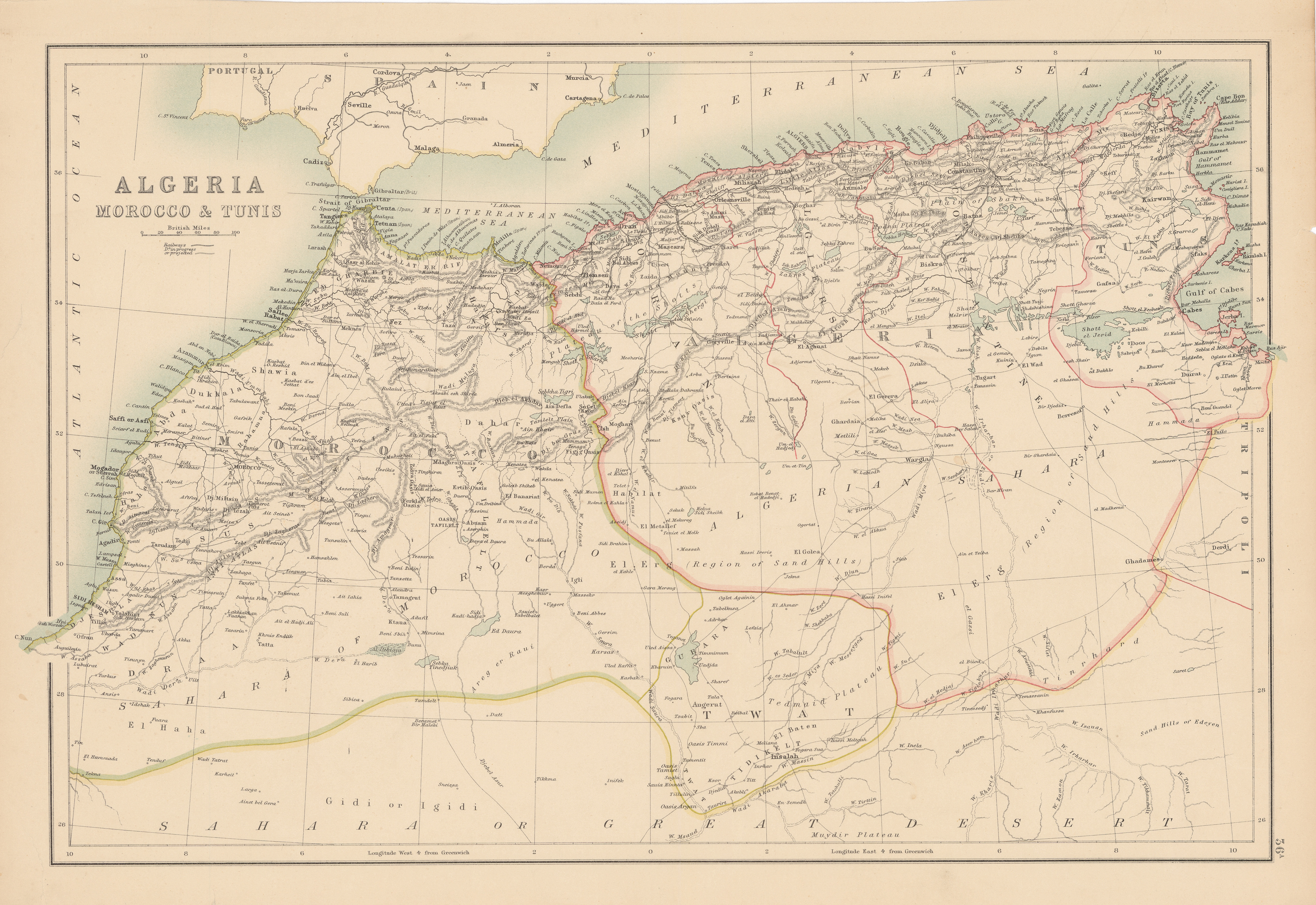
Algerien, Marokko und Tunesien im 19. Jahrhundert

Französisch-Nordafrika (französisch Afrique française du Nord) war die Bezeichnung für die französischen Besitzungen im nordafrikanischen Maghreb im 19. und 20. Jahrhundert.

## Geographie
Französisch-Nordafrika war niemals eine administrative Einheit, sondern ein informeller Begriff für die Protektorate Marokko (wo kleinere Gebiete im Norden und im Süden Marokkos spanisches Protektorat waren) und Tunesien sowie Algerien (Algerien bestehend im Norden aus drei Départements, die Teil des französischen Mutterlandes waren, und der Sahara) und kleinere Teile Libyens. Nach Südwesten bzw. Süden schlossen sich geografisch die ehemaligen Kolonien von Französisch-Westafrika an.

## Geschichte
1830 begann die Eroberung Algeriens, die bis 1847 mit dem Sieg der Franzosen über Abd el-Kader weitgehend abgeschlossen war. In der Zweiten Französischen Republik ab 1848 wurde der nördliche Teil des heutigen Staates Algerien, unterteilt in die Départements Algier, Oran und Constantine, zum Teil des französischen Mutterlandes. An der Spitze der Regierung stand in Französisch-Algerien seit 1871 ein Generalgouverneur in Algier, der Zivil- und Militärgewalt in seiner Person vereinigte und hinsichtlich der politischen Verwaltung vom französischen Ministerium des Innern, in allen anderen Angelegenheiten von den zuständigen Ministerien abhing. Für Zivilangelegenheiten stand ihm ein aus hohen Beamten und Vertretern der Bürgerschaft zusammengesetzter Rat zur Seite. Die drei Départements Algier, Oran und Constantine zerfielen jedes in ein Territoire militaire und ein Territoire civil. Letzteres wurde wieder in Arrondissements eingeteilt, während das Territoire militaire in Divisionen und Subdivisionen zerfiel. Das Territoire civil hatte 1896 eine Bevölkerung von 3.873.278, das Territoire militaire eine von 556.143 Personen. Die arabische Bevölkerung bildete noch Duars und Ferkas (Gemeinden), Uls (Stämme) und Arraliks (Vereinigungen von mehreren Stämmen).
1881 wurde auch Tunesien besetzt. Unter diesem militärischen Druck unterstellte sich Sadiq Bey am 12. Mai 1881 mit dem Vertrag von Bardo (auch Vertrag von Ksar Said) einem französischen Protektorat. Der Bey gab seine Unabhängigkeit in der Außen- und Verteidigungspolitik sowie in Bezug auf die laufende Verwaltungsreform auf. Entsprechende Entscheidungen konnten nur noch in Abstimmung mit dem jeweiligen französischen Ministerresidenten getroffen werden.
1912 folgte die Besetzung von Marokko. Im Vertrag von Fès verzichtete der Sultan Mulai Abd al-Hafiz unter Zwang zugunsten Frankreichs auf seine Souveränität über Marokko. Das Protektorat Französisch-Marokko wurde errichtet, dessen Staatsoberhaupt offiziell der Sultan blieb. Nordmarokko musste als Protektorat Spanisch-Marokko an Spanien abgetreten werden, während Tanger einen internationalen Status erhielt. Den bewaffneten Widerstand marokkanischer Stämme konnte das französische Militär erst gegen Ende der 1920er Jahre brechen (siehe Rifkrieg 1921 bis 1926).
Im Zweiten Weltkrieg wurde die Region zum Kriegsschauplatz, als amerikanische und britische Truppen am 7. November 1942 in Französisch-Nordafrika landeten (Operation Torch). Die deutschen und italienischen Verbände der Panzerarmee Afrika zogen sich aus Libyen nach Tunesien zurück, um sich dort diesen Truppen und auch der von Osten aus Libyen vorrückenden britischen 8. Armee General Montgomerys in den Weg zu stellen. Der Tunesienfeldzug endete im Mai 1943 mit der Kapitulation von über 200.000 Soldaten der Achsenmächte.
Wegen zunehmender Proteste und Unruhen in der Bevölkerung Tunesiens und Marokkos erhielten die beiden Staaten im März 1956 ihre Unabhängigkeit. Frankreich dagegen versuchte weiterhin, Algerien als Teil seines Staatsgebiets zu erhalten. Bereits im September 1947 war allen Algeriern die französische Staatsbürgerschaft zuerkannt worden (Algerien-Statut). Am 7. August 1955 wurde aus dem westlichen Teil des Département Constantine das Département Bône geschaffen. 1957 wurden die vier Départements in 17 neue Départements gegliedert.
| Nr. | Département  | Präfektur        | Zeitraum  |
| --- | ------------ | ---------------- | --------- |
| 8A  | Oasis        | Ouargla          | 1957–1962 |
| 8B  | Saoura       | Béchar           | 1957–1962 |
| 9A  | Alger        | Algier           | 1957–1962 |
| 9B  | Batna        | Batna            | 1957–1962 |
| 9C  | Bône         | Annaba           | 1957–1962 |
| 9D  | Constantine  | Constantine      | 1957–1962 |
| 9E  | Médéa        | Medea            | 1957–1962 |
| 9F  | Mostaganem   | Mostaganem       | 1957–1962 |
| 9G  | Oran         | Oran             | 1957–1962 |
| 9H  | Orléansville | Chlef            | 1957–1962 |
| 9J  | Sétif        | Sétif            | 1957–1962 |
| 9K  | Tiaret       | Tiaret           | 1957–1962 |
| 9L  | Tizi-Ouzou   | Tizi Ouzou       | 1957–1962 |
| 9M  | Tlemcen      | Tlemcen          | 1957–1962 |
| 9N  | Aumale       | Sour El-Ghozlane | 1958–1962 |
| 9P  | Bougie       | Bejaia           | 1958–1962 |
| 9R  | Saida        | Saida            | 1958–1962 |

Gegen zunehmende Proteste und Unruhen in der Bevölkerung war aber auch Algerien nicht zu halten. Der 1. November 1954 gilt als der Tag, an dem der Algerienkrieg begann. Algerier verübten Terroranschläge gegen die französischen Soldaten und Zivilisten. Das französische Militär wandte die Methoden der so genannten „französischen Doktrin“ an (summarische Hinrichtungen, Folter und das Auslöschen ganzer algerischer Dörfer). Dies war zwar zunächst militärisch erfolgreich, schwächte aber wegen des Bekanntwerdens der systematischen Menschenrechtsverletzungen letztlich die innen- und außenpolitische Stellung Frankreichs und zwang zu den Verträgen von Évian, die am 18. März 1962 in Évian-les-Bains unterzeichnet wurden. Die Nationale Befreiungsfront (FLN) erklärte das Land nach dem langen und blutigen Algerienkrieg am 5. Juli 1962 für unabhängig.
Die europäische und die jüdische Minderheit im Land floh 1962 fast vollständig.